# Michele Pecora
Michele Pecora (Agropoli, 6 ottobre 1957) è un cantautore italiano.

## Biografia

### Dagli anni 1970 ad oggi
Nato ad Agropoli, si trasferisce a Falconara Marittima con la famiglia nel 1970. Frequenta il conservatorio G. Rossini di Pesaro al corso di chitarra classica. Nel 1977 vince il Festival di Castrocaro con il brano La mia casa, che descrive la sua casa ad Agropoli e con lo stesso brano esordisce nel mondo discografico dopo aver firmato un contratto con la Warner Bros. Records.
Nel 1979 incide Era lei, canzone che ottiene un grande successo.
Nel 1980 è la volta di Te ne vai (firmata dallo stesso Pecora e da Adelmo Fornaciari, futuro "Zucchero") con cui partecipa al Festivalbar, rinnovando il successo. Nello stesso periodo scrisse anche il testo della canzone Canterai se canterò, su musica di Franco Battiato e Giusto Pio, incisa da Catherine Spaak
Continua poi ad incidere per tutto quel decennio e, dopo qualche brano passato inosservato, ottiene nuovamente un buon riscontro dopo il passaggio alla casa discografica CBS, con il singolo Me ne andrò del 1985, con il quale partecipa al Festivalbar, mentre scrive con Bruno Tavernese Mare per Laura Luca.
Negli anni 1990 si dedica all'attività di autore per altri interpreti, fra cui Barbara Cola e Lighea, pur continuando ad esibirsi.
Nel 1998 polemizza con Zucchero Fornaciari a causa di alcune somiglianze tra la canzone Blu, contenuta in Bluesugar, e la sua Era lei.
La vicenda, finita in tribunale, si risolse con la completa assoluzione di Zucchero, Pasquale Panella (co-autore del testo del brano) e della casa discografica Universal Music Group. Anni più tardi, Zucchero ha raccontato nel suo libro autobiografico Il suono della domenica - Il romanzo della mia vita che, nonostante l'assoluzione ("dal punto di vista musicale l'accusa era ridicola, facendo una ricerca sulle scale discendenti e ascendenti il perito dimostrò che ci sono almeno duemila canzoni che possono assomigliare a questa"), nessuno si preoccupò di commentare il grossolano errore.
Ha partecipato come autore e direttore d'orchestra al Festival di Sanremo 1995 con il brano Rivoglio la mia vita, interpretato da Lighea.
Successivamente, oltre all'attività di cantante e autore, inizia a dirigere un'orchestra che ha accompagnato e collaborato con molti artisti tra cui Ron, Peppino Di Capri, Ivana Spagna, Riccardo Fogli. È spesso ospite di alcuni programmi televisivi come I migliori anni e Quelli che il calcio.
Svolge anche un'intensa attività di talent scouting, che lo vede al fianco di Mara Maionchi ed altri colleghi in molte manifestazioni nazionali legate a concorsi canori.
Dal 16 gennaio al 2 marzo 2019 partecipa alla trasmissione Ora o mai più, in onda in diretta su Rai 1 e condotta da Amadeus, seguito dai coach Angela Brambati e Angelo Sotgiu dei Ricchi e Poveri, cantando con loro La Prima cosa bella, Che Sará, Mamma Maria, Se m'innamoro, Sarà perché ti amo e Come Vorrei. Duetta Inoltre con Marco Ferradini, Marco Masini,   Patty Pravo e con il suo concorrente Paolo Vallesi. Durante l'ultima puntata ha presentato il nuovo singolo I poeti e si è posizionato al penultimo posto su otto partecipanti, davanti a Donatella Milani.

## Discografia parziale

### Album
- 1980 - Michele Pecora (Warner Bros. Records, T 56875)
- 1988 - Boulevard (New Enigma, NEM 47712)
- 1991 - I ragazzi della 5ª strada (Dub Record, 66 7972011)
- 1996 - Il meglio (D.V. More Record, CDDV 6077/1)
- 1998 - Navigando (Nemo Record, NR 21242)
- 1999 - La casa che vorrei (Universal, CD 1534382)
- 2007 - 1977... 2007 - I successi di Michele Pecora (Lontano Records, LR 2007)
- 2008 - Faccio altro (Lontano Records, LR 2008)

### Singoli
- 1978 - La mia casa/Dei vecchi parlano (Warner Bros. Records, T 17088)
- 1979 - Era lei/La fiera dei sogni (Warner Bros. Records, T 17380)
- 1980 - Te ne vai/Un giorno insieme (Warner Bros. Records, T 17607)
- 1981 - Ritrovarti/Quello che non ho (Warner Bros. Records, T 17716)
- 1981 - Vestita di bianco/Un pensiero (Warner Bros. Records, T 17808)
- 1982 - L'amore ha i pugni chiusi/Odore di notte (Warner Bros. Records, T 17873)
- 1983 - Innamorata sarà/Una canzone (Lupus, LUN 4950)
- 1985 - Me ne andrò/Piove (CBS Italiana, A 6027)
- 1989 - Teste di cuoio/Non ti voglio, non ti sento (New Enigma, NEM 47004) con i Toxicosa